# The Ninth Guest
Pour plus de détails, voir Fiche technique et Distribution.
The Ninth Guest est un film américain pré-Code réalisé par Roy William Neill, sorti en 1934.

## Fiche technique
- Réalisation : Roy William Neill
- Scénario : Garnet Weston d'après la pièce The Ninth Guest d'Owen Davis, elle-même adaptée du roman The Invisible Host de Bruce Manning et Gwen Bristow.
- Photographie : Benjamin H. Kline
- Montage : Gene Milford
- Production : Columbia Pictures
- Genre : Horreur, mystère, thriller[1]
- Distributeur : Columbia Pictures
- Durée : 67 minutes
- Date de sortie : 2 février 1934

## Distribution
- Donald Cook : James Daley
- Genevieve Tobin : Jean Trent
- Hardie Albright : Henry Abbott
- Edward Ellis : Tim Cronin
- Edwin Maxwell : Jason Osgood
- Helen Flint : Sylvia Inglesby
- Samuel Hinds : Dr. Murray Reid
- Nella Walker : Margaret Chisholm
- Vince Barnett : Butler (Jones)
- Sidney Bracey : Butler (Hawkins)

## Réception critique
Mordaunt Hall du New York Times a apprécié le film comme étant « bien mis en scène et bien filmé, mais a trouvé l'histoire trop improbable pour être réellement effrayante ».